# Le Siècle des camps
Le siècle des camps: emprisonnement, détention, extermination, cent ans de mal absolu est un essai de Joël Kotek et Pierre Rigoulot, publié en septembre 2000. Cet ouvrage présente l'histoire des camps, leur typologie, leur nature, leur fonction.

## Présentation
C'est à Cuba avec Arsenio Martinez Campos, alors commandant de la garnison espagnole, qu'apparaît en 1895 l'idée de camps de concentration.

## Accueil critique
En 2000, les auteurs reçoivent le prix Chateaubriand pour cet ouvrage Le Siècle des camps. Pour Daniel Rondeau : « nous avons besoin de témoignages et de livres, comme ce Siècle des camps, pour réapprendre ce que nous croyons savoir, cette tragique expérience du Mal, expérience sans limite et sans mesure, aujourd'hui menacée par le travail de l'oubli et la tentation d'une amnésie libératrice ».